# Округ Фултон (Њујорк)
Округ Фултон (енгл. Fulton County) је округ у америчкој савезној држави Њујорк. По попису из 2010. године број становника је 55.531.

## Демографија
Према попису становништва из 2010. у округу је живело 55.531 становника, што је 458 (0,8%) становника више него 2000. године.
| Група             | 2000.          | 2010.          |
| Белци             | 52.374 (95,1%) | 52.110 (93,8%) |
| Афроамериканци    | 992 (1,8%)     | 1.060 (1,9%)   |
| Азијати           | 293 (0,5%)     | 321 (0,6%)     |
| Хиспаноамериканци | 884 (1,6%)     | 1.263 (2,3%)   |
| Укупно            | 55.073         | 55.531         |